# 505 (jolle)

Klassmärke.

505 är en segeljolle avsedd för kappsegling, med två personers besättningen och utrustad med spinnaker och trapets.
505 är en entypsbåt, och klassreglerna är strikta för totalvikt, skrovform och segelyta, men lösare för material och tekniska lösningar. 
Detta gör att båten kan förses med en mängd trim och andra funktioner som individanpassas till vad som passar seglarna bäst. 
Skrovet är oftast av glasfiber men tillverkas även i kevlar/epoxi eller olika kompositmaterial. 
Klassens ursprung började 1953 med skapandet av den 18 fot långa jollen "Coronet" designad av John Westell.
Denna segelbåt tävlade i International Yacht Racing Union (IYRU) vid La Baule i Frankrike 1953.
John Westell modifierade senare sin design till en 5-meters prestandajolle. Klassen uppnådde internationell status med IYRU 1955. 
505 klassen indelas numera i ”classic”, dvs äldre båtar, och ”modern” som är mer avancerad.

## Galleri

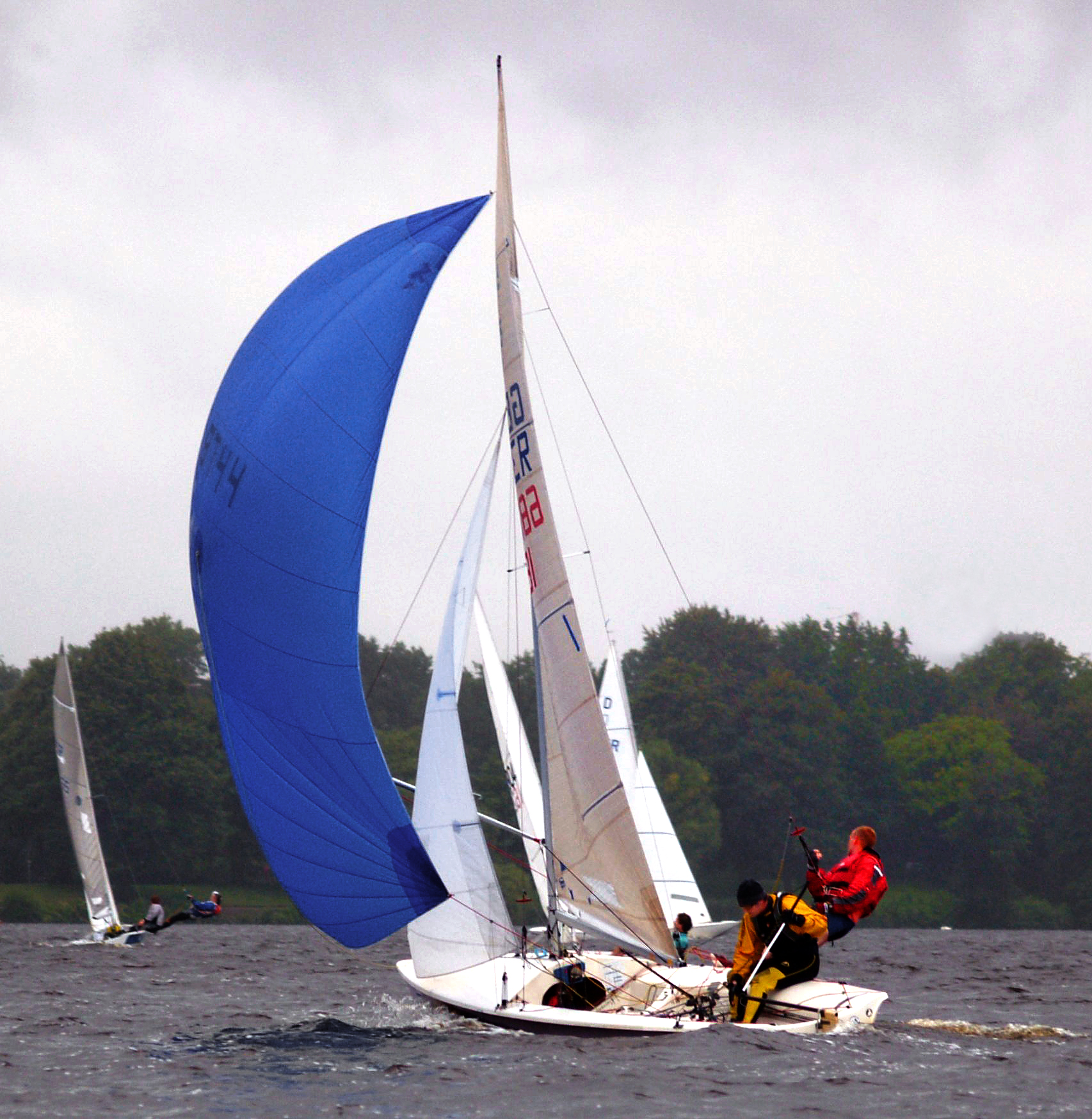
En 505 med spinnaker.
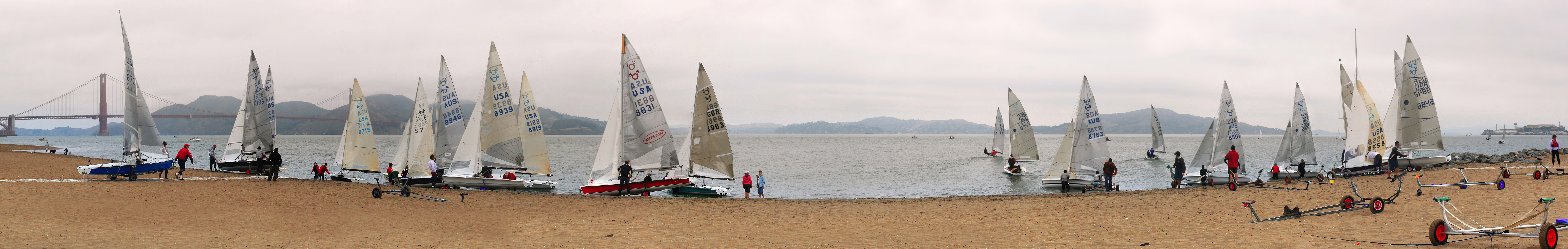
505 jollar förbereds för en tävling 2009.